# Dobruš
Dobruš (ˈdɔbruʂ; in bielorusso e in russo Добруш?; traslitterazione anglosassone: Dobrush) è una città situata nel sud-est della Bielorussia, precisamente nella regione di Homel'. Dobruš si trova in 28 km da Homel'.
Dobruš è sul fiume Iput', affluente del Sož, fiume che la unisce al capoluogo di regione Homel'. Al 2016 la città conta 18.380 abitanti, nonostante in passato ne raggiungesse circa venti.